# Чортя
Чортя (рум. Ciortea) — село у повіті Караш-Северін в Румунії. Входить до складу комуни Врань.
Село розташоване на відстані 373 км на захід від Бухареста, 45 км на південний захід від Решиці, 82 км на південь від Тімішоари.

## Населення
За даними перепису населення 2002 року у селі проживали 222 особи.
Національний склад населення села:
| Національність | Кількість осіб | Відсоток |
| -------------- | -------------- | -------- |
| румуни         | 207            | 93,2%    |
| цигани         | 13             | 5,9%     |

Рідною мовою назвали:
| Мова      | Кількість осіб | Відсоток |
| --------- | -------------- | -------- |
| румунська | 215            | 96,8%    |
| циганська | 5              | 2,3%     |